# Laurie Taitt
Laurie Taitt (eigentlich John Lawrence Taitt; * 28. März 1934 in Georgetown, Guyana; † 18. Oktober 2006 im London Borough of Croydon) war ein britischer Hürdenläufer, der sich auf die 110-Meter-Distanz spezialisiert hatte.
Bei den British Empire and Commonwealth Games 1958 in Cardiff erreichte für Guyana startend über 120 Yards Hürden das Halbfinale.
1962 gelangte er bei den Europameisterschaften in Belgrad über 110 Meter Hürden ins Halbfinale. Bei den British Empire and Commonwealth Games in Perth gewann er für England startend Bronze über 120 Yards Hürden.
Bei den Olympischen Spielen 1964 in Tokio scheiterte er über 110 Meter Hürden im Vorlauf.
1966 wurde er bei den British Empire and Commonwealth Games in Kingston Fünfter über 120 Yards Hürden. Bei den Europameisterschaften in Budapest schied er über 110 Meter Hürden im Halbfinale aus.
1963 sowie 1965 wurde er Englischer Meister über 120 Yards Hürden und 1963 Englischer Hallenmeister über 60 Yards Hürden.

## Persönliche Bestzeiten
- 60 m Hürden: 7,8 s, 23. März 1963, Stuttgart
- 120 yds: 14,38 s, 29. November 1962, Perth (handgestoppt: 14,1 s, 13. Juli 1963, London)